# Wojskowa komisja lekarska
Wojskowa komisja lekarska — organ Centralnego Wojskowego Centrum Rekrutacji, orzekający w oparciu o ustalone przepisami kryteria zdrowotne w sprawach zdolności do pełnienia czynnej służby wojskowej przez kandydatów do służby wojskowej oraz żołnierzy, a także kandydatów do służby w SWW i SKW oraz funkcjonariuszy tych służb. Komisje orzekają również, do celów odszkodowawczych lub rentowych albo zaopatrzenia emerytalnego, o związku schorzeń  ze służbą wojskową albo służbą w SWW lub SKW.

## Struktura wojskowego orzecznictwa lekarskiego
Istnieją następujące komisje:
- I instancji:
  - rejonowe wojskowe komisje lekarskie w Bydgoszczy, Ełku, Krakowie, Legionowie, Lublinie, Łodzi, Szczecinie, Warszawie, Wrocławiu i Żaganiu
  - Rejonowa Wojskowa Komisja Morsko-Lekarskiej w Gdańsku,
  - Rejonowa Wojskowej Komisja Lotniczo-Lekarska w Warszawie,
  - Rejonowa Wojskowa Komisja Lekarska do spraw Służby Kontrwywiadu Wojskowego i Służby Wywiadu Wojskowego w Warszawie
- odwoławcza:
  - Centralna Wojskowa Komisja Lekarska[1].

## Tryb działania
Wojskowe komisje lekarskie orzekają w dwóch różnych reżimach prawnych:
- w zakresie zdolności do służby wojskowej czynnej lub zawodowej na potrzeby zaliczenia danej osoby do określonej kategorii zdolności do służby wojskowej w celu powołania jej lub przyjęcia do odbycia tej służby albo zwolnienia ze służby wojskowej – orzeka jako samodzielny organ, którego orzeczenie podlega zaskarżeniu do wojewódzkiego sądu administracyjnego
- w zakresie ustalenia schorzeń danej osoby i ich związku ze służbą wojskową do celów odszkodowawczych lub rentowych albo zaopatrzenia emerytalnego – orzeka na potrzeby dyrektora wojskowego biura emerytalnego (lub innego organu emerytalno-rentowego, w przypadku orzeczeń u osób bez uprawnień do zaopatrzenia emerytalnego żołnierzy), który wydaje na podstawie orzeczenia decyzję i dopiero ona podlega w takim wypadku zaskarżeniu do sądu ubezpieczeń społecznych[2].

## Kategorie zdrowotne zdolności do czynnej służby wojskowej innej niż służba zawodowa[3]
Kategorie te są podobne do tych przyznawanych przez powiatowe i wojewódzkie komisje lekarskie w ramach kwalifikacji wojskowej: 
- kategoria A – zdolny do służby wojskowej, co oznacza zdolność do odbywania lub pełnienia określonego rodzaju służby wojskowej, o której mowa w art. 129 ustawy o obronie Ojczyzny, a także zdolność do odbywania służby zastępczej
- kategoria B – czasowo niezdolny do służby wojskowej, co oznacza przemijające upośledzenie ogólnego stanu zdrowia albo ostre lub przewlekłe stany chorobowe, które w okresie do 24 miesięcy od dnia badania rokują odzyskanie zdolności do służby wojskowej, o której mowa w pkt 1, w czasie pokoju
- kategoria D – niezdolny do służby wojskowej, o której mowa w pkt 1, w czasie pokoju, z wyjątkiem niektórych stanowisk służbowych przeznaczonych dla terytorialnej służby wojskowej
- kategoria E – trwale i całkowicie niezdolny do służby wojskowej, o której mowa w pkt 1, w czasie pokoju oraz w razie ogłoszenia mobilizacji i w czasie wojny.

## Kategorie zdrowotne zdolności do zawodowej służby wojskowej
- kategoria Z — zdolny do zawodowej służby wojskowej
- kategoria Z/O — zdolny do zawodowej służby wojskowej z ograniczeniami
- kategoria N — trwale lub czasowo niezdolny do zawodowej służby wojskowej oraz niezdolny do służby w charakterze kandydata na żołnierza zawodowego.